# 美洲河狸

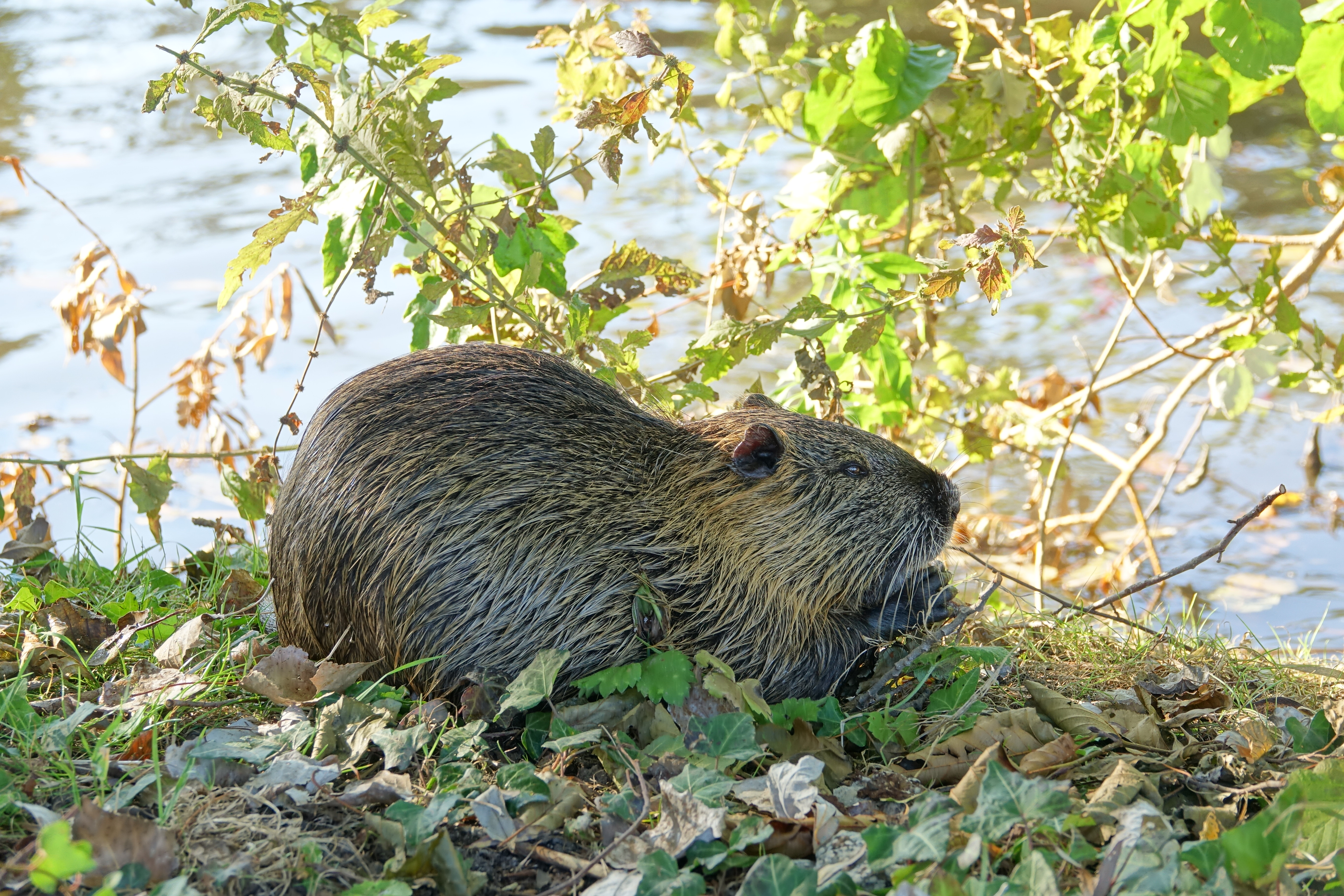

美洲河狸（學名：Castor canadensis，英語：North American beaver），又稱北美河狸，是河狸科河狸屬的一種，是原生於北美洲的齧齒動物，但現已被引進南美巴塔哥尼亞及歐洲部分地區。在北美洲，本物種通常直接稱為“河狸”，其他名字，如美國河狸 （American beaver）和加拿大河狸（Canadian beaver）等名字是要和和分布在歐洲的歐亞河狸區分。美洲河狸是加拿大國家象徵動物及俄勒岡州的州代表動物。
其种加词“canadensis”意为“加拿大的”。

## 特徵

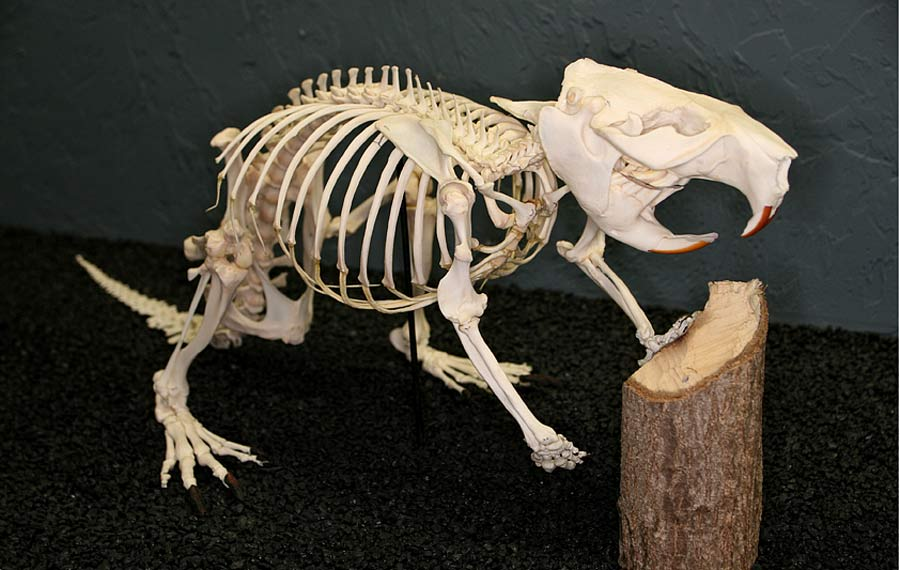
在骨骼博物館展示的美洲河狸骨架

美洲河狸是北美洲最大的齧齒動物，比歐洲的物種還要來得大得多，兩者皆是北美洲和歐洲最大的齧齒動物，唯南美洲的水豚比兩者河狸物種更大。有時歐亞河狸的體型會比美洲河狸大一點，但美洲河狸通常有著比歐洲物種更大的體型。成年重量通常約 11至32（24至71磅）公斤， 20（44磅）公斤為平均。在紐約的成年雄性河狸的體重平均則約 18.9（42磅）公斤， 而非當地物種的芬蘭的成年雌性平均約 18.1（40磅）公斤。然而在俄亥俄州的河狸體重平均約16.8（37磅）公斤。本物種因遵照了伯格曼法則，在北方的河狸較南方得大。美洲河狸的體型平均略小於歐洲物種從頭部到尾部的長度約74~90釐米 (29-35英吋) 尾巴可長到 20~35釐米(7.9-13.8英吋)。甚至也有紀錄到 50（110磅） 公斤重的河狸。
美洲河狸是半水生的，它具有許多適合這種生活方式的特徵，有一個大而扁平的鰭狀尾巴，和較大的蹼狀後腳。未開蹼的前爪較小並內含具爪。前爪具有很高的靈巧性，既可用於挖掘，又可將單片葉子折疊到嘴裡，並在啃樹皮時旋轉細小的鉛筆狀樹柄。眼睛有瞬膜包覆著，這樣河狸就能在水下看到物體。浸泡當時鼻孔和耳朵密合時，其唇部可在前牙後面閉合，以便繼續在水下呼吸。河狸有一層很厚的脂肪在皮下， 能在寒冷的水下環境保持暖和。
美洲河狸的毛皮由長而粗的外毛和短而細的內毛組成，功用就像狗的毛髮。毛皮顏色深淺不一，但通常是深褐色。生殖器附近的氣味腺分泌一種油性物質，稱為海狸香，海狸用這物質來將自己毛皮套上防水。 還有另一組油腺以蠟狀酯及脂肪酸形式產生獨特的化學標識符。其毛皮可加工於皮草，並被製成多種產品及裝飾品，從前就曾因受上層階級對毛皮做成帽子的需求，驅使美洲河狸接近滅絕，使得當時美洲河狸的分布出現變化，分布一度狹窄制局部地方，在數量減少至成瀕臨滅絕物種前，海狸在北美幾乎無處不在，在北極的苔原上，到墨西哥北部的沙漠，再到大西洋到太平洋沿岸都曾有分布。自然博物學家埃德加·亞歷山大·梅恩斯（Edgar Alexander Mearns）在1907年在索諾拉河發現海狸的報告可能是該北美水生哺乳動物最南端的最早通報。然而，在墨西哥索諾拉州、奇瓦瓦州、科羅拉多河、巴維斯佩河和聖貝納迪諾河都曾通報有分布。
美洲河狸會一直不停長門牙，會在有木質的樹木上磨牙縮減門牙長度，並且也有後腸發酵作用，其盲腸裡有很多共生細菌，有助於消化植物性物質。海狸非常專門地有效消化於富含木質纖維素的食物。
大腦解剖學顯示河狸並不是那麼地演化成完全適應地其半水生生活，某些時候大部分活動是在陸上。海狸的體重為11.7和17千克，分別為41和45克。美洲河狸與其他囓齒類相比，其腦化指數為0.9； 介於部分陸生囓齒類和樹棲松鼠之間，高於部分的水陸囓齒類，麝鼠和海狸鼠。顯示美洲河狸的大腦有少許程度的發展，新皮質較大。美洲河狸的體感皮層的較大區域用於處理唇部和手部的刺激，作用比尾巴和鬍來的重要，後者的作用相對較小，大腦的視覺區域則比灰松鼠小。

## 行為及生態

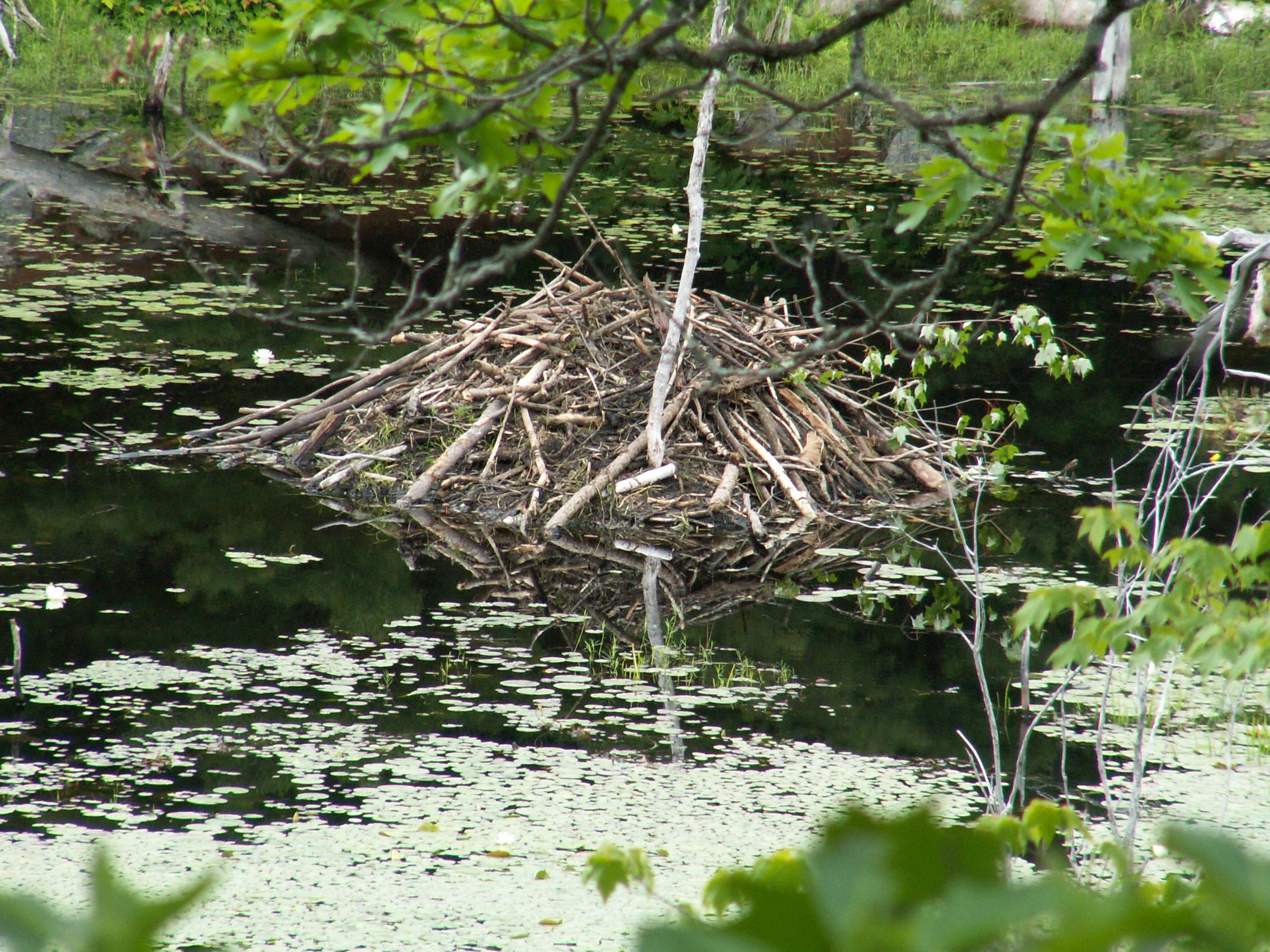
海狸巢穴，加拿大安大略省

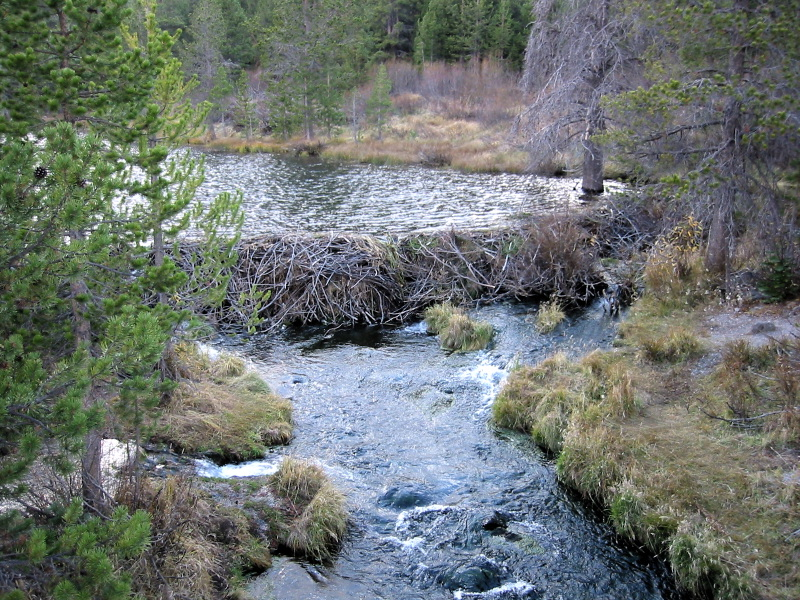
美国北加州河狸水壩

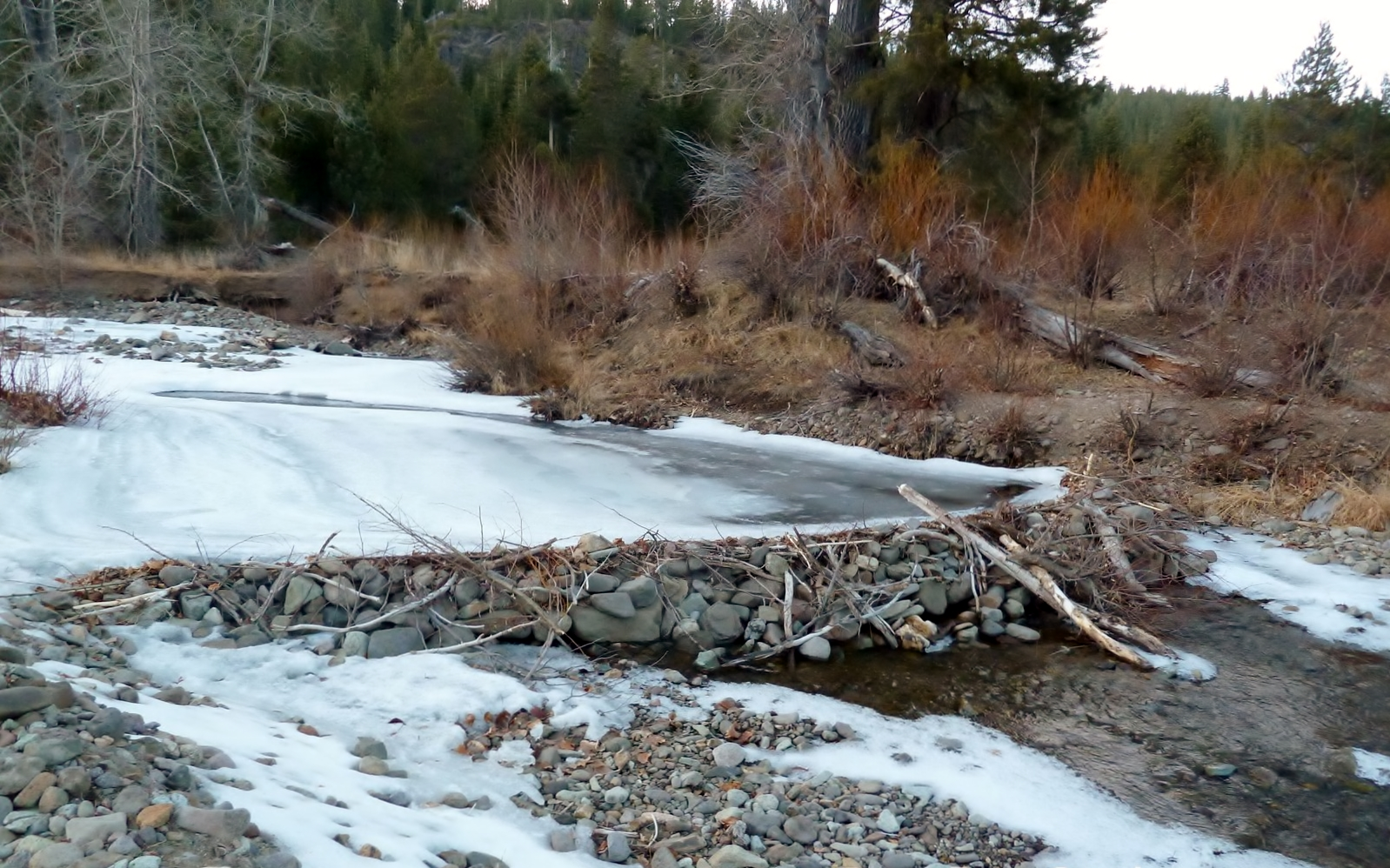
当在加利福尼亚阿尔卑斯山草甸的特拉基河支流的熊溪（Bear Creek）上看到較少泥泞和树枝，就表示這裡有海狸会用這些材料筑壩。

美洲河狸是機會主義者，偏好相當復雜的覓食。美洲河狸是草食性，以草本植物和木本植物為食，其食物組成和其所食的物種在不同地區和季節都有很大的差異。美洲河狸更喜歡啃食銀白楊等楊屬樹木，但也會啃食樺木、楓樹、柳木、赤楊、紅橡樹、山毛櫸、白蠟樹、樺木、鵝耳櫪等樹木，偶爾會去啃食松樹和雲杉，沒有樹木時會吃堅果和水果，也會以香蒲，睡蓮及其他水生植物為食。
河狸會根據口味，形狀和氣味來選擇食物。在此情形下，海狸會選擇木材、樹皮、樹枝、樹葉、芽為食，在某些情況下，河狸會以松樹和楓香的樹液為主食。
當草本植物生長茂盛時，這些植物構成了河狸的大部分食物來源。在冬季，河狸會收集木本植物類枯枝碎片為儲糧以度過寒冬，河狸的食物中蛋白質與卡路里的比率在夏季時為40卡路里，在其餘季節為8卡路里。睡蓮和萍蓬草是河狸在冬季最重要的食物來源。河狸會將這些水生植物的根莖儲存在食物貯藏室中，保管在裡面並繼續生長。
美洲河狸主要是在夜晚活動，它們是優秀的游泳好手，而且會憋氣15分鐘。但它們在陸地上更容易受傷害，因此往往會盡可能多留在水中躲避。會用扁平的鱗狀尾巴拍打水面來發出危險信號，也是儲存脂肪之處。河狸的天敵有山獅、郊狼、灰狼，美洲黑熊有時會趁河狸在陸地落單時有機會攻擊並捕食。較少攻擊河狸的掠食者有狼貛，它們可能會攻擊成年河狸；加拿大猞猁，短尾貓和狐狸，則會攻擊獵物生病或受傷的河狸，但成年河狸就不太會去攻擊，因為體型上的差距很難對付。
河狸會用樹枝、石頭和泥巴在河流建造家園，也就是它們的巢穴。巢穴被水及其觸上的土地包圍，包括挖入河岸的洞穴。在池塘中築巢時，河狸首先堆成一堆樹枝，然後在堆在水面以上之一個或多個水下入口和兩個平台上將其啃光，首先會先用來乾燥。到了冬天，河狸就會在巢穴上用泥土抹灰，當結凍，泥土就會有如混凝土的稠度，巢穴的頂部有個小氣孔以便通風。

### 建設水壩
建造水壩的目的是躲避掠食者，將水壩建在深水裡為暫時避難所以快速從掠食者中逃脫。當湖泊，河流或大溪流中有深水時，河狸可能會居住在帶有水下入口的河床洞穴和河床小屋中。河狸水壩是用海狸磨成的樹枝及岩石，草和泥土建造的，它們用強力的門牙切割樹木，樹的內部樹皮，嫩枝，芽和葉也是河狸飲食的重要來源。河狸前爪用於挖掘，搬運和放置建材。流水聲決定河狸在何時何地建造水壩， 水壩除了為河狸提供安全的家外，還為水禽、魚類和其他水生動物提供了棲息地，有助於減少水土流失，並有助於減少洪水氾濫。然而水壩並不是永久性的，要有至少一隻河狸在該地的持續住著，才能維護並持續存續，河狸通常在秋天集中精力建造和修理水壩，為即將到來的冬天做準備。北部地區的河狸通常不去修復水獺在水壩上造成的破壞，有時甚至自己搗毀水壩降低河流水位，從而在冰下創造更多的空間以利於呼吸，或出現更大的空間以使自己能更容易進入水壩下方的樹木。 1988年在加拿大艾伯塔進行的研究顯示，沒有海狸會在冬季修復“失水點”。在178個失水點中，海狸在開水時修復了78個，而沒有修復68個。其餘失水點有部分修復。

### 運河
河狸棲息地的另個組成要素是運河。河狸用前肢將建材推入土壤和植被來修建運河，運河用於將原木漂浮至池子裡，水壩也可以用於維持這些運河的水位。幾條陸路可從運河延伸出來並到其他河流去，方便跟其他河流的河狸交流並一起建造水壩。儘管在一些河狸棲息的區域常出現，但河狸運河及其環境影響的研究較少。河狸開發運河，是以增加河流資源的可及性，促進獲得資源的運輸，並減少掠食的風險。 海狸運河的長度可能超過0.5公里。
跟水壩相比對河狸運河的研究較少，對河狸運河的了解和認知尚未充分理解。2012年對海狸在某個景觀上的標記的一項研究發現，割下的樹樁與河狸運河的距離呈負相關，但與水中央沒有負相關。這一發現表明，就覓食活動而言，河狸會將運河視為其“中心地帶”的一部分。尤此推測河狸的運河不僅是擴大覓食的運輸路線，而且在其附近的該隻河狸棲息處“中心位置”的延伸。

## 繁殖
美州海狸每年只有一窩，在12月下旬至5月之間只進入發情期12至24小時，但在1月達到巔峰。海狸對是一夫一妻制，在一起生活多個繁殖季節。妊娠期平均約128天，每窩產仔數約3至6隻（通常約4-5隻）。大多數河狸要到三歲大才會有繁殖能力，但有20%的雌性河狸在兩歲大就能繁殖。

## 亞種
過去美州河狸曾經多達25個亞種，這些亞種以基於亞種發現時的輕微形態差異和地理隔離作區別。但現時技術用遺傳學而不是形態學來區分亞種，整合分類學資訊系統（ITIS）不識別任何美洲河狸的亞種， 儘管尚未進行確切的遺傳分析。由於大量重新引入計畫旨在幫助美洲河狸從過去在許多地區滅絕的區域下回歸，恢復族群數量，但就此發生了不同亞種種群的大量遺傳混合，這使分析該物種的遺傳及型態差異變得複雜。
現時分布最廣的亞種是指名亞種（C. c. canadensis），即加拿大河狸，該亞種過去分布在加拿大幾乎所有的森林地區，由於其更具價值的毛皮，該亞種曾被大量獵殺而數量大幅減少，為了恢復族群及原有的分布，加拿大河狸復育計畫常會選擇在先在其他地方野生動物中心照料或直接重新引入。卡羅萊納河狸（C. c. carolinensis）在出現美國東南部，密蘇里河河狸（C. c. missouriensis ），是在密蘇里河及其支流中出現的河狸；新英格蘭河狸（C. c. acadicus）出現在美國東北部的新英格蘭地區。現時較為分辨某些獨特特徵的亞種為上述四個亞種。
下列為美洲河狸亚种：
- 新英格蘭河狸 C. c. acadicus Bailey
- C. c. baileyi Nelson
- C. c. belugae Taylor
- C. c. caecator Bangs
- 加拿大河狸 C. c. canadensis Kuhl
- C. c. concisor
- 卡羅萊納河狸 C. c. carolinensis Rhoads
- C. c. duchesnei
- C. c. frondator Mearns
- C. c. idoneus
- C. c. labradorensis
- 太平洋河狸 C. c. leucodonta Gray
- C. c. mexicanus Bailey
- C. c. michiganensis Bailey
- 密蘇里河河狸 C. c. missouriensis Bailey
- 华盛顿河狸 C. c. pacificus Rhoads
- C. c. pallidus
- C. c. phaeus Heller
- C. c. rostralis
- C. c. repentinus Goldman
- C. c. taylori Davis
- C. c. texensis Bailey
- C. c. subauratus
- C. c. sagittatus
- C. c. shastensis Taylor

## 與人類的關係

### 保護狀態及生態角色
美洲河狸在過去曾因其皮毛和身上獨特的香而被大量獵殺，其皮毛更用來製作衣服及帽子，使得美洲河狸直到20世紀前處在瀕臨絕種的狀態，甚至銳減至只剩數千隻左右，一度接近滅絕邊緣。誘捕狩獵法在17世紀初美國開始廣泛的運用，每年在1620至1630年間在康涅狄格州和馬薩諸塞州進行皮草貿易的河狸超過10,000隻。從1630年至1640年，每年從哈德遜河約80,000隻河狸被捕抓。1670年後哈德遜灣公司每年都會派兩三艘商船進入該海灣，從加拿大將皮草運到英國。考古和歷史證據表明，河狸棲息的河岸邊在北美東部的落葉林中出現了很多“蛾洞狀”棲息地。 這片河岸、非森林的空地吸引了早期殖民地獵人、農民及美洲原住民，他們就此在該地定居。這裡積聚的淤泥和有機物所聚積而成的肥沃平坦的平原，吸引了許多人來到這裡狩獵大量豐富的魚類，水禽和大型獵物，及被肥沃的土地和豐盛的食物吸引的水生哺乳動物。
隨著東部河狸種群消滅殆盡，獵人們轉移到西部狩獵。對北美動物皮毛的大部分向西擴張和探索都是由於對河狸皮毛的追求所致。在1849年加利福尼亞淘金潮前，更早的19世紀加利福尼亞毛皮潮推動了該州最早的美國移民潮。在大約32年（1806-1838年）的山地人時期中，從密蘇里州到加利福尼亞州、加拿大到墨西哥的西部地區被的河狸被徹底大量消滅。
在19世紀末和20世紀初受到保護後，目前的美洲河狸數量已回升至現時估計的1000至1500萬隻。 數量少於開始皮草貿易前10倍，約1至2億隻。

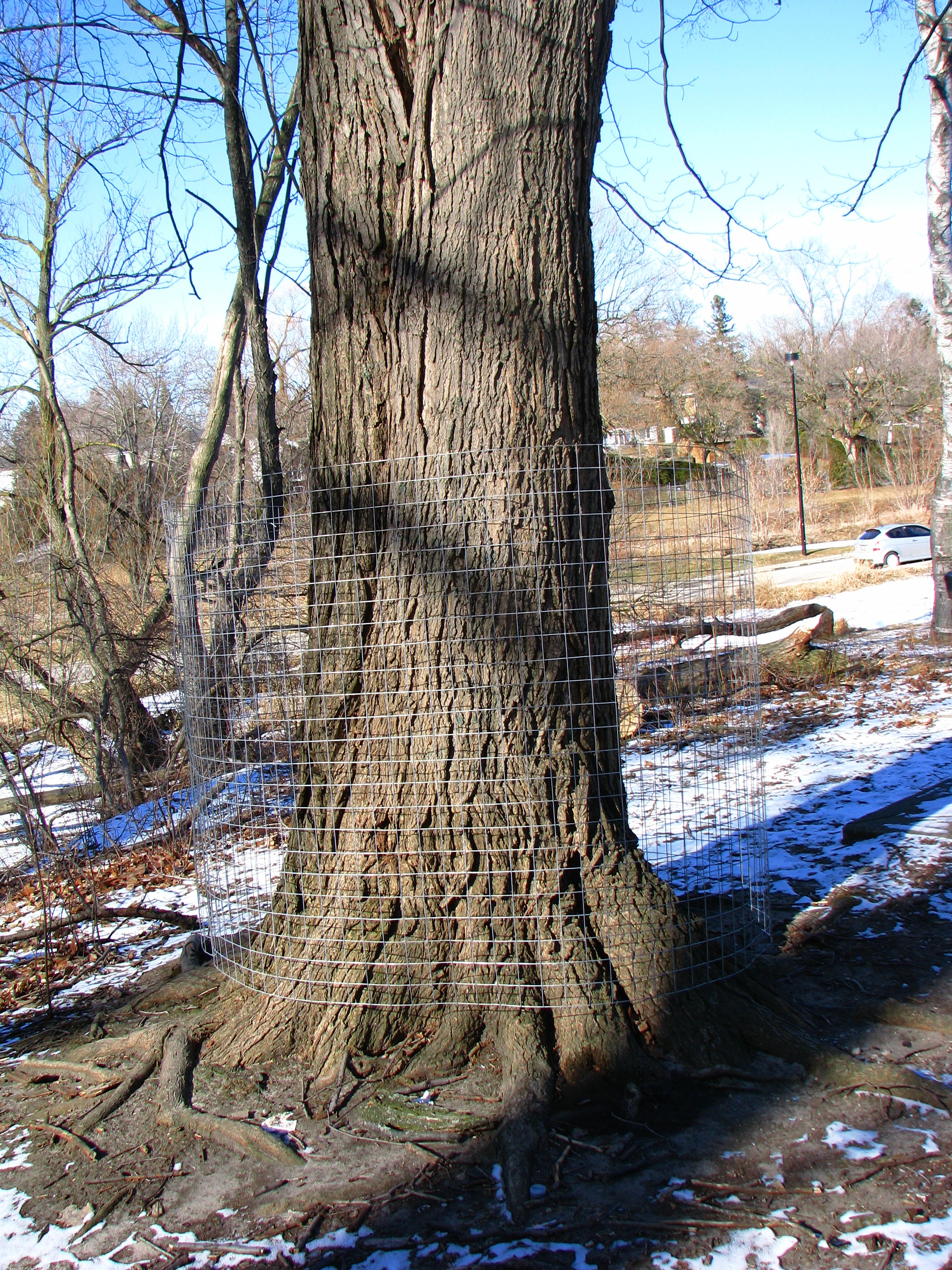
在多倫多安裝的鐵絲網籬芭。使用金屬絲網圍欄以防止該樹木被河狸啃壞。

美洲河狸在一些區域被認為是害獸，因為它們的水壩會引起洪水，或者會對他們砍伐樹木的習俗構成危險或騷擾。由於這些因素，美洲河狸在歷史上曾因此被在這些區域遭強制驅離或滅絕。然而隨著環境保育意識出現，不合時宜的舊有驅離法被淘汰，新方法必須要採用對環境友善並且也能驅離河狸的效果為原則，不僅能驅離也不會傷害它更也能改善環境。例如由野生動物學家史基普‧利斯勒（Skip Lisle）發明，被稱為“河狸欺騙器”的調整流量矯直機。
美洲河狸是北美生態的基石物種，通過建立池子和濕地來增加其棲息地上的生物多樣性。隨著濕地的形成和河岸生態系的擴大，水生植物會擴散至新的水陸中。 各種生物的多樣性也因河狸建造水壩擴大棲息地範圍而受惠。

### 在都會區

#### 加拿大

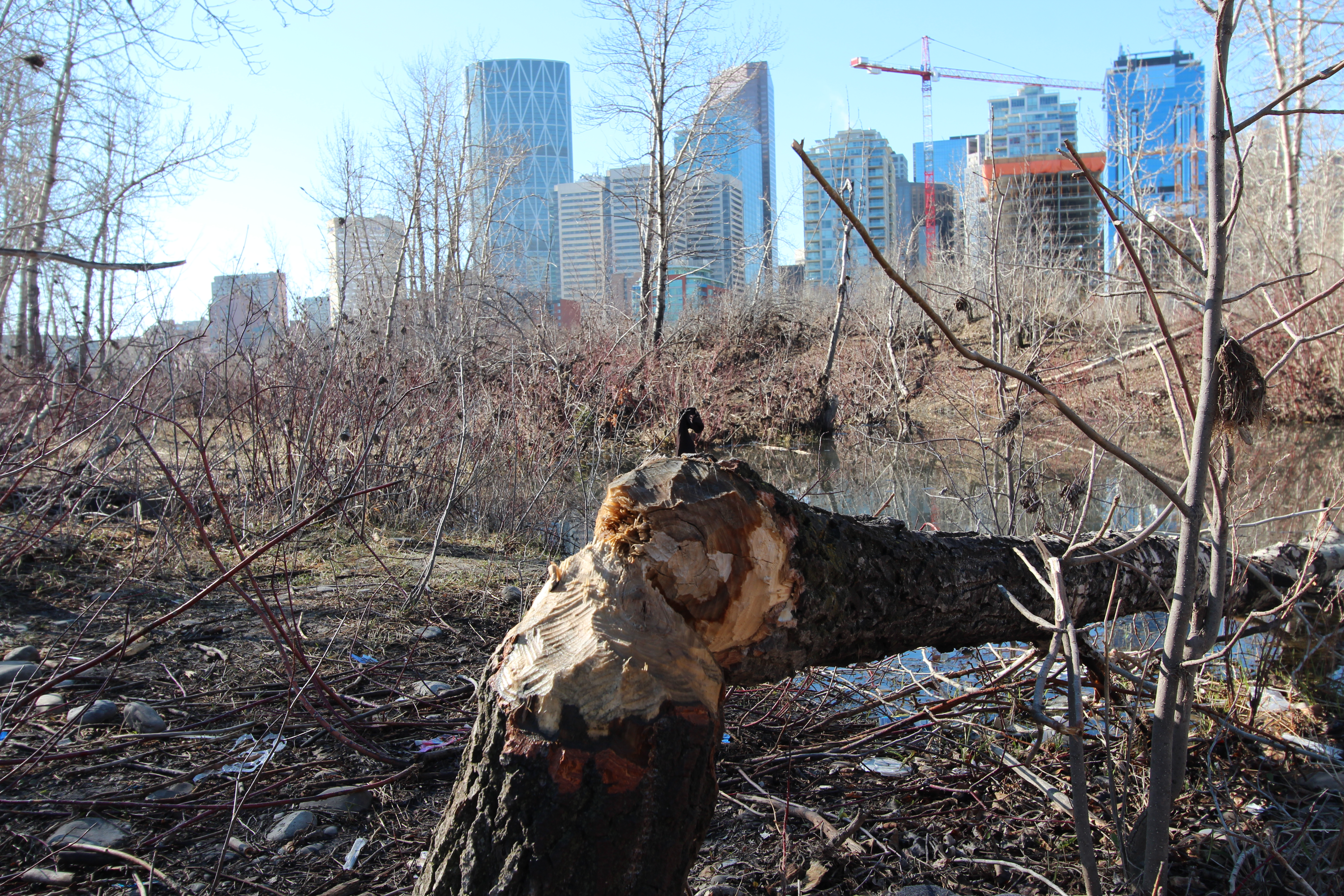
在卡爾加里王子島公園樹旁的河狸

近年來加拿大的幾個城市的海狸種群數量有所回升。卡爾加里的河狸數量在2016年約200隻， 大部分棲息在弓河及埃爾博河附近。但這些河狸會對公園附近的樹木造成一定程度的破壞，若河狸的破壞造成不必要的損失，防治措施就變得有必要。市政府會使用多種方法來防治海狸預防損害，例如在樹幹周圍放置網狀鐵絲網，在海岸線附近種植對海狸不會去啃食的樹木，在大壩下設置排水系統以控制水位；並放置使河狸即死的陷阱使河狸敬而遠之，艾伯塔環境部門不允許將捕抓的河狸重定位治其他區域。
美洲河狸有時會漫遊到下渥太華一些區域，如國會山莊、少校山公園、和火花街道在都會區抓到的河狸通常會送到野生動物中心，隨後在離綠帶城近的渥太華河附近野放。 2011年，渥太華開始捕抓河狸，將其棲息在斯提威爾調水池的河狸，及位於在渥太華加蒂諾公園（Gatineau Park）南部入口以南4公里處的河狸移除。該公園位於渥太華河的魁北克一側，是北美最密集的河狸種群之一，2011年對該公園的空中盤查顯示有272個河狸群落，裡頭有1,100多隻海狸。國家首都委員會（National Capital Commission）對加蒂諾公園的美洲河狸種群進行監控，以保護當地基礎設施並維護公共安全。

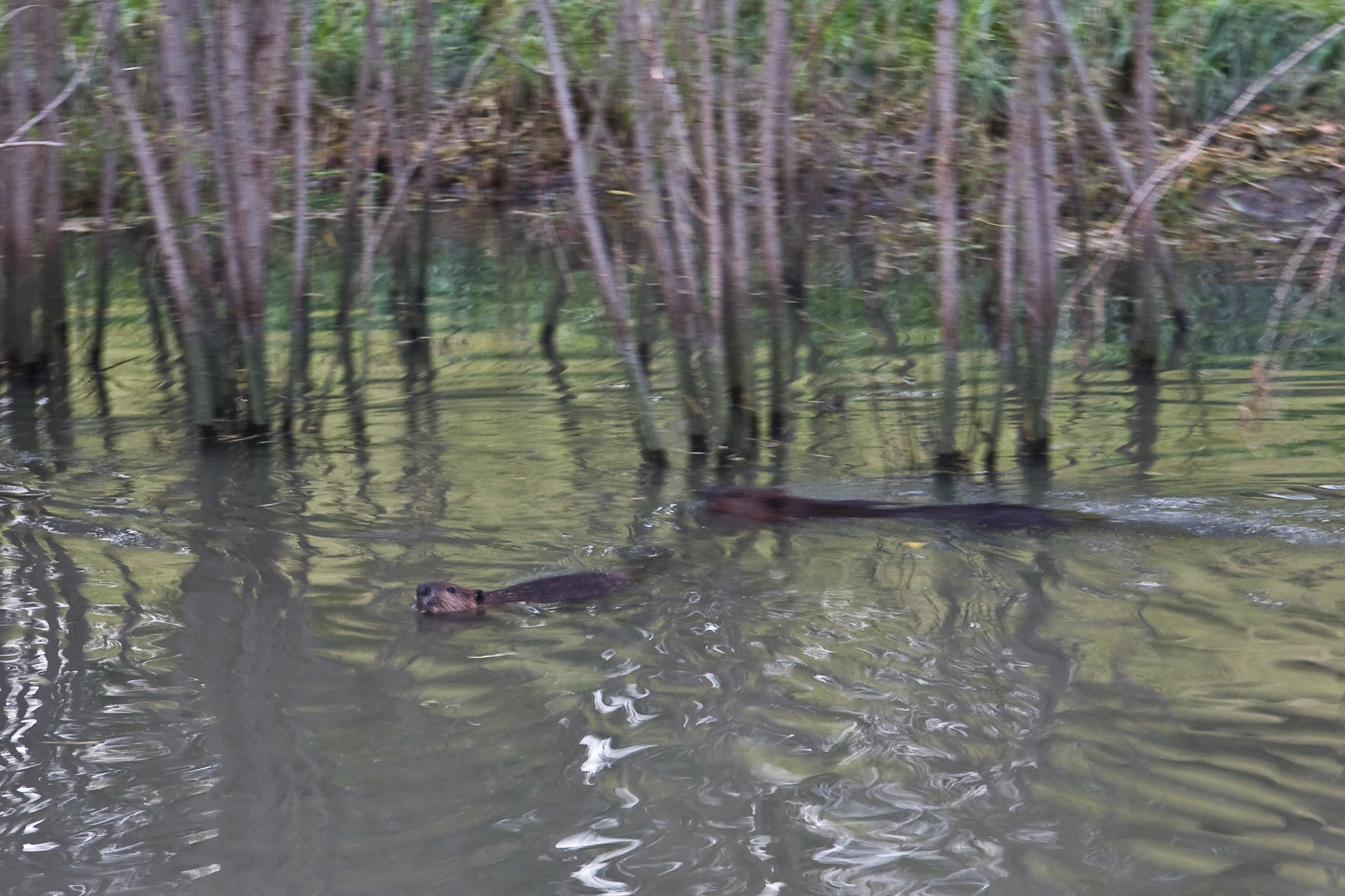
在多倫多高地小河游泳的河狸

多倫多市政府和多倫多及地區保護局（TRCA）並未追踪棲息在多倫多的河狸種群數量，儘管在2001年有統計出有數百隻河狸棲息在該地。海狸通常在安大略湖的海岸線上發現，並貫穿整個城市的水路通道，尤其在唐河、含伯河及紅河常出現；跟多倫多水道相鄰的溝壑系統，及多倫多群島。多倫多市政府沒有任何計劃來控制都市的河狸種群，然而都市林業部門有時會在一些樹木的樹幹周圍安裝的鐵絲網圍欄，以防止它們被海狸啃壞。2013年，在紅河沿岸安裝了流量矯直機，以防止河狸水壩淹沒河流。在安裝前，河狸建造的水壩導致部分河道被洪水淹沒。在2017年份的報告中，大多倫多地區動物群引起的事件，河狸的分數為L4。該分數是針對那些在大多倫多地區農村地區種群數量固定來算，但在大多倫多地區都會區種群數量仍可能容易遭受其棲息地長期衰退的物種評分影響而重新評分。
最近河狸的種群有往外擴散到其他都市的趨勢， 傑里科海灘在2000年初就有河狸定居，2008年起開始出現在溫哥華其他區域。數個組群的河狸在2016年定居溫哥華少數區域，其中較注目斯坦利公園生態協會（Stanley Park Ecology Society）觀察到有5隻河狸在其管理的河狸湖定居，同年並觀察到有一對河狸在希集公園 （Hinge Park）建水壩。 溫哥華公園及康樂局 （Vancouver Board of Parks and Recreation）批准了一項河狸復育計畫，將在2016年促使奧運村附近河狸數量增長。
2019年溫尼伯大約有100隻河狸沿著城市的河流和小溪生活。溫尼伯市在2012年收到與河狸有關的損害的投訴後，於同年冬天沿阿西尼博因河沿岸的樹幹周圍放置了鐵絲網，以及用來殺河狸的陷阱。跟艾伯塔省同樣不允許對海狸進行實時捕獲和遷移。溫尼伯市區每年僱用一名承包商，一年換10次人來管理溫尼伯的海狸族群，根據曼尼托巴省的《野生動植物法》，溫尼伯有權使用槍支處置河狸。

#### 美國

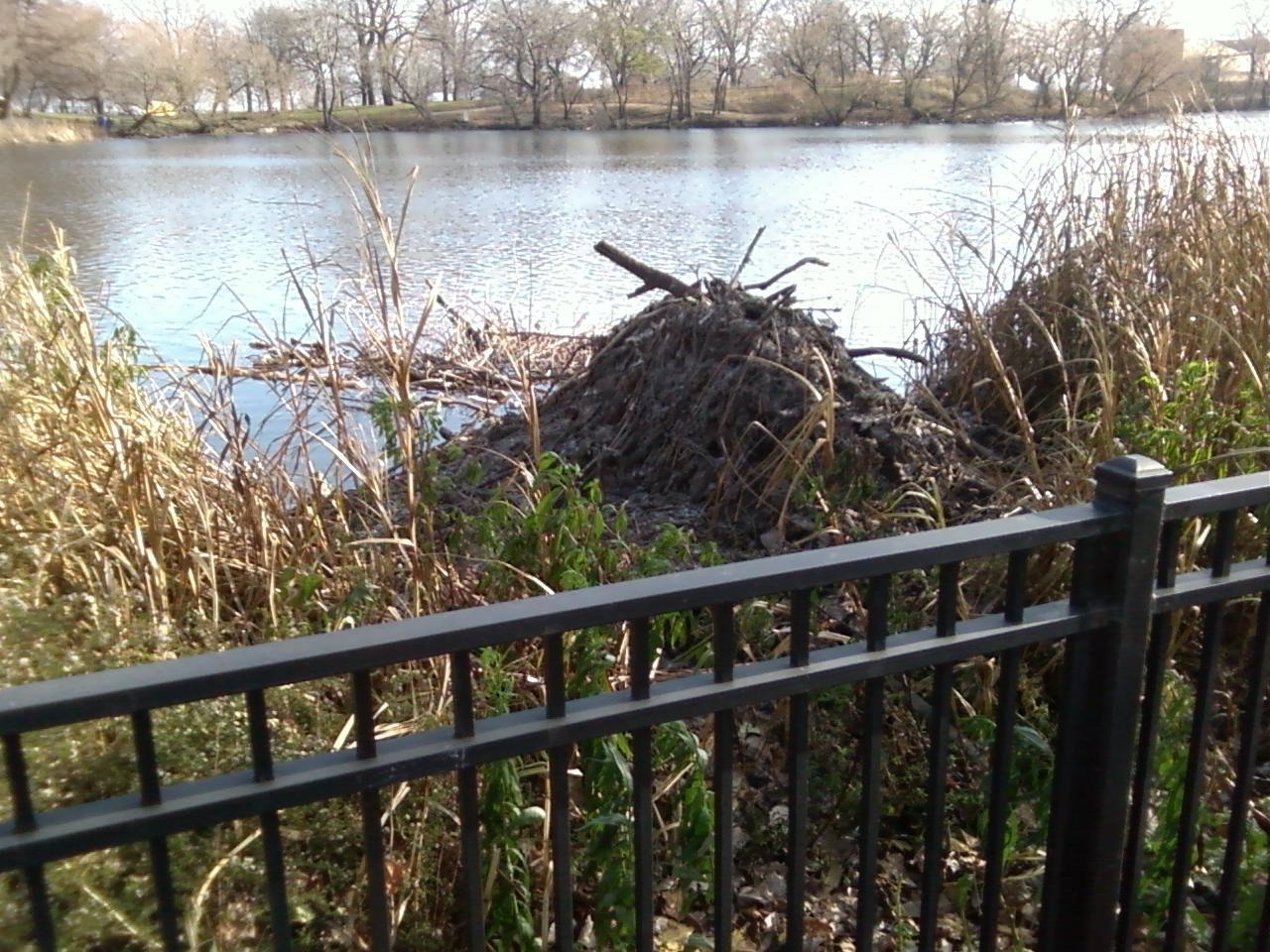
芝加哥林肯公園的河狸巢穴

幾個美國城市近年來不時目擊出現河狸，代表美國長年保育結果及河流環境改善使得河狸回歸，重新引入也將河狸安置在其都會區範圍內，這些區域原已長達百年再沒出沒過河狸，現在在這些區域回歸再出現，不僅如此，甚至在不曾出現的區域也發現有河狸族群棲息。 在芝加哥，一些河狸返回該城市並在林肯公園北的池塘附近建立家園，1994起便有記錄重新定居該公園北池塘的河狸，但芝加哥公園區和林肯公園保護區的人員將河狸視為害獸，後者人員擔心該區域的樹木遭到該地河狸啃壞。 2009年3月，他們雇用負責移除河狸的驅逐員，用活套誘捕器移除一個河狸家庭，但卻意外使該家庭的母河狸陷入網羅並溺水身亡。每隻河狸個隻的搬遷費為4,000至4,500美元。伊利諾伊州自然資源部（Illinois Department of Natural Resources）野生生物學家史考特‧加羅（Scott Garrow）認為，遷移河狸是“浪費時間”。
在馬丁內斯市中心，2006年有一對河狸在阿罕布拉溪定居。隨後在該地定居的河狸建造了約30英尺寬、6英尺高的水壩，該地一半的柳樹被經過的河狸啃掉，都被用去建水壩，當地的河狸族群將阿罕布拉溪的某個絹流變成了多個河狸適居的地盤，建了多個水壩和池子。作為其1999年970萬美元的洪水改善項目的一部分。 當市議會由於擔心洪水而要移除河狸時，當地居民組織起來保護當地的河狸，成立了一個名為“值得水壩”的組織。解決方案有安裝流量矯直機通過河狸水壩，這樣池子的水位就能維持平衡。

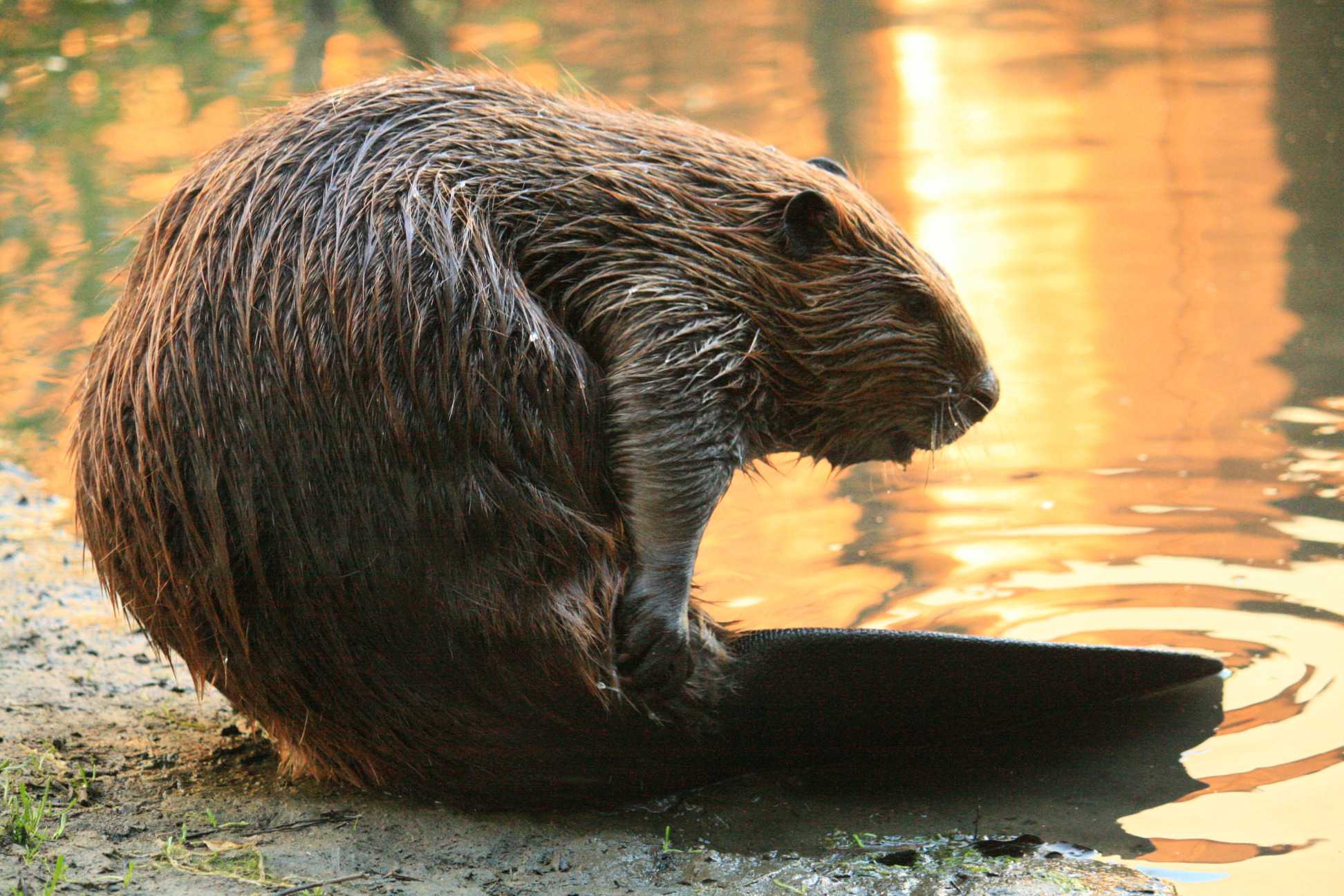
在阿罕布拉溪附近理毛的美洲河狸。

在紐約，河狸在當地消失長達200年後，於2007年在紐約市現身，便在此地住下來，並在布朗克斯動物園和植物園裡度過了一段時間後離開，這隻河狸的名字以布朗克斯市議員何塞·塞拉諾（José Serrano）的名字命名為“何塞”， 河狸皮曾對紐約經濟很重要，並且有一對河狸出現在該市的印章和國旗上，但從19世紀初被獵人獵殺殆盡之後到上述段落河狸現身之事件前，河狸一直在該地滅絕，何塞的回歸被視為紐約河川整治成功的證據。2010年夏天紐約出現了第二隻河狸，命名為“賈斯汀” ，兩隻河狸在2013年2月被動態感應相機觀測到在紐約植物園活動。
1999年，華盛頓特區的國家櫻花節被住在潮汐盆地的河狸家庭打斷。這群河狸被被當場捕獲並驅離，並避免了14棵櫻桃樹在場被啃壞，包括最大和最老的樹。

## 外部連結
- Leave It To Beavers, PBS video documentary online （页面存档备份，存于）
- Ecology of the Beaver （页面存档备份，存于）
- "Worth a Dam" (beaver information and educational site) （页面存档备份，存于）
- The Beaver A Keystone Species, a short video by Mike Foster  （页面存档备份，存于）
- Video Eager Beavers Take on Climate Change: Restoring Nature's Engineers in Utah by Grand Canyon Trust  （页面存档备份，存于）